# Zofia Mingardi
Zofia Mingardi (ur. ok. 1870 w Warszawie, zm. 7 lutego 1926 tamże) – polska śpiewaczka, sopranistka.

## Życiorys
Urodziła się w rodzinie Adelsteinów. Pierwsze nauki śpiewu pobierała u Józefiny Reszke-Kronenbergowej. Studiowała w konserwatorium w Bolonii pod kierunkiem Busiego, kierownika konserwatorium.
Jako śpiewaczka była aktywna w latach 1891–1911. Przyjęła psudonim Zoe Nesleda (Nesleida, Nesledy). Występowała we Włoszech, m.in.w Bolonii. W 1893 śpiewała w zespole włoskiej opery La Scalla podczas występów w Moskwie – kapelmistrzem był jej mąż Wiktor Mingardi. Wyszła za niego w 1893.
W 1894 pod nazwiskiem Nesleida-Mingardi wystąpiła w Teatrze Wielkim w Warszawie jako Santuzza w Rycerskości wieśniaczej Pietro Mascagniego. Grała też Neddę w Pajacach Ruggiera Leoncavalla i Małgorzatę w Fauście Charles’a Gounoda. Po wyjeździe do Włoch występowała np. w Genui w 1895. W październiku 1905 gościnnie wystąpiła w Teatrze Miejskim we Lwowie. W Teatrze Wielkim w Warszawie jej występy notujemy w 1906 (śpiewała partię Santuzzy w Rycerskości wieśniaczej i Neddy w Pajacach) i 1911 (ponownie Santuzza). Śpiewała pod nazwiskiem Mingardi. W 1907 występowała m.in. podczas koncertu na rzecz Koła im. Staszica w Warszawie. W czerwcu 1911 została częścią zespołu Opery Popularnej w Warszawie, gdzie śpiewała m.in. tytułową partię w Halce S. Moniuszki. Poza tym do 1914 uczyła w Warszawie śpiewu. W prasie podkreślano jej dźwięczny sopran i ekspresję dramatyczną, narzekano jednak na dykcję.
W okresie międzywojennym pracowała jako nauczycielka śpiewu. W 1925 wystąpiła w budynku poselstwa włoskiego w Warszawie na okolicznościowej uroczystości.
Mieszkała przy ul. Wspólnej 18. Wpadła pod koła samochodu na rogu ul. Wilczej i Marszałkowskiej w Warszawie. Po 2 godzinach pobytu w szpitalu Dzieciątka Jezus zmarła. Pochowano ją na cmentarzu ewangelicko-augsburskim w Warszawie.